# Respekt-díj
A Respekt-díj a Népszabadság szerkesztősége által 2015-ben alapított díj, amelyet az esztendő meghatározó személyisége számára adományoznak. A Respekt olyan teljesítményekre hívja fel a figyelmet, amelyek nem sorolhatók kategóriákba, nem feltétlenül mérhetők, mégis sokak életét befolyásolták, s példával szolgálhatnak mások számára is.
A díj Sütő Erika porcelántervező művész kisplasztikája.

## A kuratórium
A díjazottat kiválasztó kuratórium 2015-ben, az alapítás évében:
- Murányi András, a Népszabadság főszerkesztője;
- Tóth Krisztina költő;
- Vitray Tamás televíziós műsorvezető;
- Kállai Gábor nemzetközi sakknagymester;
- Máté Gábor Kossuth- és Jászai-díjas színész-rendező.

## A kiválasztás menete
2015-ben, a díj első alkalommal történő átadásának évében a kuratórium 18 jelölt közül választotta ki a három végső esélyest, majd döntött a díjazott személyéről.

## A díjazottak

### 2015
A díj átadására 2015. december 11-én a Mediaworks székházában került sor.
A három kiválasztott jelölt:
- Csámpai Rozi roma festő, költő, aki évek óta pótanyaként gyűjti maga köré a csellengő roma gyerekeket;
- Sándor Mária, a kollégái jogaiért küzdő ápolónő;
- Horgas Péter, díszlet- és jelmeztervező, a Nemzeti Minimum kampány ötletgazdája, aktivistája.

A 2015. évi díjazottSándor Mária, aki állhatatos és létbiztonságát is veszélyeztető munkájával nem csupán az egészségügyi dolgozók méltatlan körülményei ellen, de a betegek emberhez méltó kórházi ellátásáért is küzd.